# Digital Performer
Digital Performer (D.P.) est un des premiers séquenceurs multipiste audio/MIDI professionnel développé pour le Macintosh d'Apple par MOTU (Mark of the Unicorn). Il est le descendant de "Performer", créé en 1985 par Motu, qui fut un des premiers séquenceurs capables de gérer alors le tout nouveau protocole de communication MIDI, et ainsi de piloter et séquencer n'importe quelle machine « midifiée » (synthés, sampleurs, multi-effets, etc.). C'est en 1990 que la synchronisation audio fut ajoutée à Performer afin de fonctionner en conjonction avec la solution matérielle direct-to-disk de l'époque : l'Audiomedia conçu par Digidesign. C'est alors que le logiciel prit le nom définitif de "Digital Performer".

## Description
Digital Performer est désormais une DAW (Digital Audio Workstation) logicielle très complète, capable de s'adapter à la plupart des contraintes du travail de l'audio et de la composition musicale. Ce logiciel est utilisé aussi bien pour l'enregistrement, le montage et le mixage audio, y compris en postproduction pour la vidéo et le cinéma, que pour les arrangements instrumentaux. Il fonctionne avec les cartes sons de sa propre marque (MOTU), mais aussi avec n'importe quelle autre carte son du marché qui fonctionne avec le Core Audio d'OSX (Apple).
Comme la plupart de ses concurrents directs (Pro Tools, Logic, Cubase), Digital Performer est fourni avec un package de plug-ins audio et MIDI permettant divers traitements sonores, ainsi que l'ajout de nouveaux synthés et effets virtuels développés par des éditeurs tiers, et fonctionnant sous 2 standards de plug-in reconnus par le soft : son propre format propriétaire MAS (Motu Audio System) et celui développé par Apple : Audio Unit (A.U.). Pour pouvoir utiliser des plug-ins au format VST (développés Steinberg pour Cubase), il faut acheter un logiciel supplémentaire permettant l'interprétation de cette norme: VSTWrapper. Afin de pouvoir utiliser correctement ce dernier avec les ordinateurs Mac  à base de processeur Intel Core duo et Core i5/i7 (Macintel), il faut bien s'assurer que le plug VST en question soit disponible en Universal Binary.
Dans la version 4.0, le code source de Digital Performer a été réécrit afin de fonctionner exclusivement sous environnement OSX. Et depuis la version 5.0, il est en Universal Binary afin de tourner aussi bien sur les processeurs Intel destinés aux Macintel d'Apple, que sur les architectures plus anciennes à base de PowerPC (Mac G4/G5). La technologie ReWire a également été intégrée à cette version, permettant ainsi le partage de flux audio et la synchronisation entre plusieurs logiciels supportant cette norme.
Désormais dans sa version 8.0, les nombreuses améliorations et refontes du logiciel pour s'adapter notamment aux évolutions profondes du Mac durant ses 10 dernières années (nouvel OS, nouveaux processeurs etc.), ont entraîné une course à l'évolution cadencée par de nombreuses mises à jour, et supportés par des coûts supplémentaires pour les clients, ce qui a lassé certains utilisateurs. Mais force est de constater que ce problème se retrouve aussi chez d'autres éditeurs prestigieux comme Digidesign ou Apple. Or avec la stabilisation au fil du temps des transitions technologiques d'Apple (maturité d'OSX, harmonisation des gammes "Macintel"…), cette tendance semble petit à petit se tasser, ce qui permet toujours d'envisager Digital Performer comme une DAW très complète et compétitive en regard de la concurrence.